# حمدي أبو جليل
حمدي أبو جليّل (ولد في الفيوم سنة 1967، وتوفي يوم 10 يونيو 2023) هو روائي وكاتب قصص قصيرة مصري من جذور بدوية مصرية. اسمه الأصلي حمدي أبو حامد عيسى. فازت روايته «الفاعل» بجائزة نجيب محفوظ سنة 2008.

## نشأته الأدبية
هاجر أبو جليل إلى القاهرة في أوائل ثمانينيات القرن العشرين، واشتغل عاملًا للبناء. قدمت هذه التجارب في وقت لاحق مادة لمساعيه الأدبية.
كان كتابه الأول مجموعة من القصص القصيرة التي نشرت في عام 1997 تحت عنوان «أسراب النمل». أما مجموعته الثانية «أشياء مطوية بعناية فائقة» والتي صدرت في عام 2000 وفازت بالعديد من الجوائز الأدبية.

## عمله
عمل مديرًا لتحرير سلسلة الدراسات الشعبية المختصة بنشر الفلكلور ودراساته تحت إشراف وزارة الثقافة المصرية وكتب بجريدة السفير اللبنانية.
عمل مع الروائي إبراهيم أصلان في سلسلة آفاق الكتابة العربية وظل مديراً لتحريرها حتى أغلقت بعد أزمة نشر رواية «وليمة لأعشاب البحر» سنة 2000.

## أعماله الأدبية
- أسراب النمل (مجموعة قصصية، 1997): وهي مجموعته القصصية الأولى.[5]
- أشياء مطوية بعناية فائقة (مجموعة قصصية): فازت بجائزة الإبداع العربية سنة 2000
- لصوص متقاعدون (رواية): وهي روايته الأولى صدرت عام 2002 وترجمت للانجليزية والفرنسية والأسبانية.[5]
- الفاعل (رواية): فازت بجائزة نجيب محفوظ سنة 2008،[5] وترجمها روبن موجر بعنوان «كلب بلا ذيل» (بالإنجليزية: A Dog with no Tail)‏، وصدرت الترجمة عن قسم النشر بالجامعة الأمريكية بالقاهرة سنة 2015.[9]
- القاهرة شوارع وحكايات (الهيئة العامة للكتاب، 2008).[10]
- طي الخيام – قصص (دار ميريت 2010).[8]
- الايام العظيمة البلهاء (طرف من خبر الدناصوري) - دار ميريت 2017.
- نحن ضحايا عك (رواية أخرى في التاريخ الإسلامي) - دار بتانة 2017.
- قيام وانهيار الصاد شين - رواية - دار ميريت 2018.

## روابط خارجية
- مقالات حمدي أبو جليل بجريدة السفير